# بوب شامبيرس
بوب شامبيرس (بالإنجليزية: Bob Chambers)‏ (11 ديسمبر 1899 بنيوكاسل أبون تاين في المملكة المتحدة - 1973) هو لاعب كرة قدم بريطاني (وحمل سابقاً جنسية المملكة المتحدة لبريطانيا العظمى وأيرلندا) في مركز الدفاع. لعب مع نادي إكزتر سيتي ونادي بيرنلي ونادي توركي يونايتد ونادي روذرهام يونايتد ونادي كارلايل يونايتد ولينكولن سيتي أف سي وNew Brighton A.F.C. ‏.